# Nuits de Téhéran
Cet article concerne le roman. Pour le film, voir Nuits de Téhéran (film).

Nuits de Téhéran (en persan شبهای تهران) est un roman de Ghazaleh Alizadeh, romancière iranienne.

## Résumé
Behzâd est un peintre issu d’une famille noble. Il est un type exemplaire des intellectuels initiés avec l’Occident des années 1960 et 1970 en Iran. Évitant la classe bourgeoise, il regarde les révolutionnaires d’un œil plutôt sceptique. Loin du pays, Behzâd tombe amoureux d’une fille ambitieuse, fuyant des traditions, avec des idées confuses, Assiyeh. Plus tard, elle quitte Behzâd pour aller chercher son amour idéal. Son souvenir restera toujours gravé dans l’esprit et le cœur du jeune peintre.
Une fois délaissé, Behzâd retourne chez lui en Iran, et reprend ses fréquentations de jadis avec une connaissance : son ancienne amoureuse, Nastaran. Ce n’est, en effet, qu’une façon de remémorer son amour pour Assiyeh, sans rien connaître sur des vrais sentiments de Nastaran envers lui.  
Nastaran est une fille sans ambition, d’une âme pure et taciturne qui aime Behzâd d’un amour passionné et sincère, n'étant pas payé de retour. Cela brisera l'âme et le cœur de la jeune fille. Elle retrouve le courage de reprendre sa vie et regagner sa confiance en soi en se tournant vers le théâtre et l’art dramatique. Un moyen efficace pour exprimer ses sentiments envers Behzâd. Plus tard, ce dernier se rendra compte de vrais sentiments de Nastaran envers lui. 
Ça ne dure pas longtemps. À la suite de tensions et complications, Nastaran s’enfuit et Behzâd se met à sa recherche. Il la retrouve au bord de la mer. L’histoire se termine alors qu’ils sont absorbés par une contemplation profonde de la mer. Les Nuits de Téhéran prend fin avec cette phrase : « Pourquoi nous sommes créés pour souffrir ? »